# Galaxy Quest
Galaxy Quest is een Amerikaanse komische sciencefictionfilm uit 1999 van regisseur Dean Parisot. De film is een parodie op de sciencefictionwereld, in het bijzonder op de Star Trekseries en -conventies.

## Verhaal
Tussen 1978 en 1982 liep de sciencefictiontelevisieserie Galaxy Quest. De serie ging over de avonturen van het ruimteschip NSEA Protector, onder commando van commandant Peter Quincy Taggart. Na vier seizoenen werd de serie gestopt. 20 jaar later teren de acteurs nog steeds op roem uit de serie: ze worden nog steeds gevraagd voor openingen en sciencefictionconventies.
Jason Nesmith, die commander Taggart speelde, wordt gevraagd voor een optreden door een groepje als buitenaardsen verklede fans. Dat is althans wat hij in eerste instantie denkt, maar het blijken uiteindelijk echte buitenaardse wezens te zijn, die denken dat Galaxy Quest "historische documenten" zijn en de avonturen dus echt gebeurd zijn. Ze hebben een volmaakte kopie van de NSEA Protector gebouwd, louter op wat ze gezien hebben in de tv-serie. De wezens, die Thermians heten, vragen Nesmiths/Taggarts hulp tegen de Evil Overlord Sarris.
Wanneer ze hem afhalen, heeft de halfdronken Nesmith niet in de gaten dat hij de ruimte in wordt gestraald. Aan boord van de Protector (een knap ontworpen set, denkt hij) geeft de acteur bevel het schip van Sarris te beschieten, waarna de zaak voor hem is afgedaan. Hij wil terug naar huis en zegt dat ze hem "altijd kunnen bellen als ze weer een klusje hebben". Pas wanneer hij terug naar de Aarde wordt geschoten, komt Nesmith erachter dat hij echt in de ruimte was.
Hij weet zijn medeacteurs te overtuigen met hem mee terug te gaan naar de Protector, waar ze ontdekken dat Sarris' schip zwaar toegetakeld is door de onbezonnen aanval van de Thermians, die hem volledig verraste. Sarris wil wraak op Nesmith, en hij is ook uit op de Omega-13, een superkrachtig toestel waarvan niemand weet wat het kan...

## Rolbezetting
| Acteur           | Personage                                    |
| ---------------- | -------------------------------------------- |
| Tim Allen        | Jason Nesmith/Commander Peter Quincy Taggart |
| Sigourney Weaver | Gwen DeMarco/Lt. Tawny Madison               |
| Alan Rickman     | Sir Alexander Dane/Dr. Lazarus of Tev'Meck   |
| Tony Shalhoub    | Fred Kwan/Tech Sergeant Chen                 |
| Daryl Mitchell   | Tommy Webber/Lt. Laredo                      |
| Sam Rockwell     | Guy Fleegman/Crewman Number 6                |
| Robin Sachs      | Generaal Roth'h'ar Sarris                    |
| Justin Long      | Brandon                                      |
| Enrico Colantoni | Mathesar                                     |
| Patrick Breen    | Quellek                                      |
| Missi Pyle       | Laliari                                      |
| Jed Rees         | Teb                                          |
| Jeremy Howard    | Kyle                                         |
| Kaitlin Cullum   | Katelyn                                      |
| Jonathan Feyer   | Hollister                                    |
| Corbin Bleu      | Tommy Webber/Lt. Laredo (9 jaar)             |
| Wayne Pére       | Lathe                                        |
| Sam Lloyd        | Neru                                         |
| Rainn Wilson     | Lahnk                                        |
| Heidi Swedberg   | Brandons moeder                              |

## Trivia
- Het serienummer van de NSEA Protector is NTE 3120. NTE staat voor Not The Enterprise.